# Antonio de Raya Navarrete
Antonio de Raya Navarrete (ur. w 1536 w Baezie, zm. 28 lipca 1606 w Cuzco) – hiszpański duchowny rzymskokatolicki, biskup Cuzco.

## Biografia
6 czerwca 1594 papież Klemens VIII mianował go biskupem Cuzco. 27 listopada 1594 w Grenadzie przyjął sakrę biskupią z rąk arcybiskupa Grenady Pedro Castro Quiñonesa. Współkonsekratorami byli biskup Guadixu Juan Fonseca oraz biskup Kerry i Aghadoe Michael Fitzwalter.
1 sierpnia 1598, wypełniając postanowienia soboru trydenckiego, erygował Wyższe Seminarium Duchowne Św. Antoniego Opata w Cuzco – jedno z najstarszych seminariów duchownych na kontynencie amerykańskim.
Biskupem Cuzco był do śmierci 28 lipca 1606.